# نورث إينيد (أوكلاهوما)
نورث إينيد (بالإنجليزية: North Enid, Oklahoma)‏ هي معلم جغرافي تقع في الولايات المتحدة في مقاطعة غارفيلد، أوكلاهوما. يقدر عدد سكانها بـ 860 نسمة ومساحتها 5.8 كم2 وترتفع عن سطح البحر 383 متر.

## التركيبة السكانية
حدّد مكتب تعداد الولايات المتحدة بيانات التركيبة السكانية لنورث إينيد في تعداد الولايات المتحدة. في ما يلي، التركيبة السكانية حسب تعدادي 2000 و2010.

### تعداد عام 2000
بلغ عدد سكان نورث إينيد 796 نسمة بحسب تعداد عام 2000، وبلغ عدد الأسر 302 أسرة وعدد العائلات 245 عائلة مقيمة في البلدة. في حين سجلت الكثافة السكانية 132.2 نسمة لكل كيلومتر مربع (342.4/ميل2). وبلغ عدد الوحدات السكنية 313 وحدة بمتوسط كثافة قدره 52 لكل كيلومتر مربع (134.7/ميل2).
وتوزع التركيب العرقي للبلدة بنسبة 96.48% من البيض و0.25% من الأمريكيين الأفارقة و1.63% من الأمريكيين الأصليين و1.63% من عرقين مختلطين أو أكثر و0.38% من الهسبانيون أو اللاتينيون من أي عرق.
بلغ عدد الأسر 302 أسرة كانت نسبة 37.1% منها لديها أطفال تحت سن الثامنة عشر تعيش معهم، وبلغت نسبة الأزواج القاطنين مع بعضهم البعض 75.2% من أصل المجموع الكلي للأسر، ونسبة 3.3% من الأسر كان لديها معيلات من الإناث دون وجود شريك، بينما كانت نسبة 2.6% من الأسر لديها معيلون من الذكور دون وجود شريكة وكانت نسبة 18.9% من غير العائلات. تألفت نسبة 17.2% من أصل جميع الأسر من عدة أفراد يعيشون في نفس المنزل ونسبة 10.6% كانت تتألف من شخص يعيش بمفرده يبلغ من العمر 65 عاماً أو أكثر. وبلغ متوسط حجم الأسرة المعيشية 2.64، أما متوسط حجم العائلات فبلغ 2.97.
بلغ العمر الوسطي للسكان 42.0 عاماً. وكانت نسبة 24.6% من القاطنين تحت سن الثامنة عشر، وكانت نسبة 5.5% بين الثامنة عشر والرابعة والعشرين عاماً، ونسبة 25.4% كانت واقعةً في الفئة العمرية ما بين الخامسة والعشرين والرابعة والأربعين عاماً، ونسبة 29.5% كانت ما بين الخامسة والأربعين والرابعة والستين، ونسبة 14.9% كانت ضمن فئة الخامسة والستين عاماً فما فوق. يوجد لكل 100 أنثى 96.5 ذكر، ويوجد لكل 100 أنثى في الثامنة عشر من عمرها فما فوق 93.5 ذكر.
بلغ متوسط دخل الأسرة في البلدة 47,212 دولارًا، أما متوسط دخل العائلة فبلغ 51,667 دولارًا. وكان متوسط دخل الذكور 33,000 دولارًا مقابل 21,484 دولارًا للإناث. وسجل دخل الفرد الخاص بالبلدة 18,416 دولارًا. وكانت نسبة 4.8% من العائلات ونسبة 5.5% من السكان تحت خط الفقر، وكان من هؤلاء نسبة 5% تحت سن الثامنة عشر ونسبة 15.8% في الخامسة والستين من العمر وما فوق.

### تعداد عام 2010
بلغ عدد سكان نورث إينيد 860 نسمة بحسب تعداد عام 2010، وبلغ عدد الأسر 309 أسرة وعدد العائلات 252 عائلة مقيمة في البلدة. في حين سجلت الكثافة السكانية 142.9 نسمة لكل كيلومتر مربع (370.1/ميل2). وبلغ عدد الوحدات السكنية 326 وحدة بمتوسط كثافة قدره 54.2 لكل كيلومتر مربع (140.4/ميل2).
وتوزع التركيب العرقي للبلدة بنسبة 90.93% من البيض و0.81% من الأمريكيين الأفارقة و1.16% من الأمريكيين الأصليين و2.09% من الأمريكيين ذوي الأصول الآسيوية و1.51% من سكان جزر المحيط الهادئ و0.47% من الأعراق الأخرى و3.02% من عرقين مختلطين أو أكثر و1.98% من الهسبانيون أو اللاتينيون من أي عرق.
بلغ عدد الأسر 309 أسرة كانت نسبة 39.5% منها لديها أطفال تحت سن الثامنة عشر تعيش معهم، وبلغت نسبة الأزواج القاطنين مع بعضهم البعض 73.8% من أصل المجموع الكلي للأسر، ونسبة 4.5% من الأسر كان لديها معيلات من الإناث دون وجود شريك، بينما كانت نسبة 3.2% من الأسر لديها معيلون من الذكور دون وجود شريكة وكانت نسبة 18.4% من غير العائلات. تألفت نسبة 16.2% من أصل جميع الأسر من عدة أفراد يعيشون في نفس المنزل ونسبة 8.4% كانت تتألف من شخص يعيش بمفرده يبلغ من العمر 65 عاماً أو أكثر. وبلغ متوسط حجم الأسرة المعيشية 2.78، أما متوسط حجم العائلات فبلغ 3.11.
بلغ العمر الوسطي للسكان 41.5 عاماً. وكانت نسبة 26.7% من القاطنين تحت سن الثامنة عشر، وكانت نسبة 6% بين الثامنة عشر والرابعة والعشرين عاماً، ونسبة 23.3% كانت واقعةً في الفئة العمرية ما بين الخامسة والعشرين والرابعة والأربعين عاماً، ونسبة 28.3% كانت ما بين الخامسة والأربعين والرابعة والستين، ونسبة 15.7% كانت ضمن فئة الخامسة والستين عاماً فما فوق. وتوزع التركيب الجنسي للسكان بنسبة 50.5% ذكور و49.5% إناث.